# Удружење ТЕЛОК
Удруженје ТЕЛОК је невладина непрофитна организација са широким спектром циљева и деловања из области културе, уметности, образовањам, младих и хуманитарног рада. Основано у марту 2021. године.
Тренутни председник Удружење ТЕЛОК је Стефан Миливојевић, уметник и филантроп.

## Активности
Активности Удружења ТЕЛОК започеле су отварањем првог циклуса бесплатних консултација за упис на основне и мастер академске студије који је окончан успешним уписом свих кандидата на жељене студије. ТЕЛОК је истовремено започео и организацију културно-уметничких програма, концерата и промоције перспективних младих уметника.
Пред основних активности Удружење ТЕЛОК се активно бори за вредновање културе у локалној заједници, како културе, тако и младих људи и ументика.

## Мрежа
ТЕЛОК у оквиру свог деловања има огранке у више градова Србије. Оснивач је више центара међу којима се издвајају Центар “Балкан за тебе”, Центар за младе лидере "Тембрум". Инклузивни центар Удружења ТЕЛОК, Центар за развој јавног информисања, Омладински истраживачки центар и огранак "ТЕЛОК ПОП". Креатор је прве међународне фундраисинг платформе “Балкан Донира”, покровитељ Балканског филантропског форума и аутор првог стручно усмереног часописа “ТЕЛО КУЛТУРЕ”.

## Сарадње и Партнери[7]
У досадашњем периоду ТЕЛОК је реализовао велики број пројеката из области културе, уметности и образовања. Током прве године деловања склопио је значајне сарадње са републичким и локалним телима која делују у истим или сличним областима као и ТЕЛОК. У децембру 2022. године ЦЕА одељује Удружењу ТЕЛОК признање за имплементацију и развој непрофитног и невладиног сектора на територији Републике Србије и проглашва га четвртом најбрже растућом непрофитном и невладином организацијуом у Европи.

## Званични лого Удружења
Званични лого Удружења ТЕЛОК користи две боје - златно и петролеј плаву.
Сачињен је из три целине:
1. Отворена књига која симболички представља отворено знање
2. Пантеон који симболички представља храм културе
3. Венац од ловоровог листа који симболички представља знање и науку[8]